# 陈京华
陈京华（1950年12月—），生于江苏兴化，祖籍福建宁德，中华人民共和国政治人物、外交官。

## 生平
1978年，毕业于北京外国语学院英语系，进入中华人民共和国外交部工作，任外交部美洲大洋洲司科员。1980年，公派赴美国哥伦比亚大学学习。1982年，毕业回任美大司科员，后升任三秘、二秘。1987年，任驻特立尼达和多巴哥大使馆二秘。1989年，任外交部美洲大洋洲司二秘，后任副处长、处长。1992年，任驻美国大使馆参赞。1994年，任外交部美大司副司长。1998年9月，出任中华人民共和国驻斐济群岛大使。2000年，任外交部大使。2003年10月，出任中华人民共和国驻苏里南大使。2006年11月，出任中华人民共和国驻牙买加大使。2011年4月，自驻牙买加大使离任。

## 家庭
已婚，有二子。

## 荣誉

### 外国勋章奖章
- 棕榈大绶荣誉勋章（苏里南，2006年8月3日于帕拉马里博总统宫颁发[4]）